# مارک استرند
مارک استرند (به انگلیسی: MAark Strand) (زاده ۱۱ آوریل ۱۹۳۴ - درگذشته ۲۹ نوامبر ۲۰۱۴) نویسنده و مترجم آمریکایی متولد کانادا بود. او در سال ۱۹۹۰ به عنوان ملک‌الشعرای مشاور کتابخانه کنگره در امر شعر برگزیده شد. او از سال ۰۶–۲۰۰۵ تا به هنگام مرگ استاد انگلیسی و ادبیات تطبیقی در دانشگاه کلمبیا بود.

## اشعار
بیشتر اشعار استرند لحنی نوستالژیک دارند.